# نوبورو شیمورا
نوبورو شیمورا (انگلیسی: Noboru Shimura؛ زادهٔ ۱۱ مارس ۱۹۹۳) بازیکن فوتبال اهل ژاپن است.